# Espectro de absorção

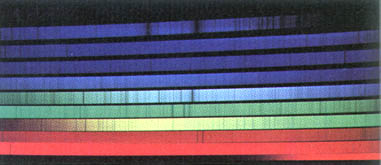
Linhas de absorção no espectro da luz do Sol

Espectro de absorção é o espectro constituído por um conjunto de riscas ou bandas negras, que se obtém num espectroscópio quando se faz passar a luz proveniente de uma fonte luminosa - a qual fornece um espectro contínuo - através de um gás.
As riscas ou bandas negras formam-se em posições que coincidem com aquelas em que se formariam as riscas coradas do espectro de emissão da mesma substância e são características de cada substância; ver também Espectro de Fraunhofer.
Quando o meio absorvente é um sólido ou um líquido, o espectro da luz transmitida mostra regiões ou bandas negras largas, que não podem ser resolvidas em riscas finas.
Também podem ser obtidos espectros de absorção característicos nos domínios do ultravioleta e dos raios X.